# Milcza (przystanek kolejowy na Białorusi)
Milcza (biał. Мільча; ros. Мильча) – przystanek kolejowy w miejscowości Homel, w obwodzie homelskim, na Białorusi. Leży na zachodniej obwodnicy kolejowej Homla.
Przystanek posiada dwa perony, z których jeden zlokalizowany jest przy linii na Centralit, a drugi przy łącznicy w kierunku stacji Homel.